# Kustaa
Kustaa ist ein finnischer männlicher Vorname.

## Bedeutung und Herkunft
Kustaa ist die finnische Version des Vornamen Gustaf/Gustav.

## Varianten
- Kyösti und Kustavi, ein Diminutiv des Vornamens ist Kusti.

## Namenstag
Der Namenstag von Kustaa wird in Finnland am 6. Juni gefeiert.

## Bekannte Namensträger
- Kustaa Mauri Armfelt (1757–1814), finnischer Name des Staatsmanns Gustaf Mauritz Armfelt
- Kustaa Aadolf Inkeri (1908–1997), finnischer Astrenom und Mathematiker
- Kustaa Pihlajamäki (1902–1944), finnischer Ringer
- Kustaa Tiitu (1896–1990), finnischer Politiker der Finnischen Zentrumspartei

als Zweitname:
- Arvo Kustaa Halberg (1910–2000), Geburtsname des US-amerikanischen CPUSA-Politikers Gus Hall
- Kalle Kustaa Paasia (1883–1961), finnischer Turner
- Mikko Kustaa Huhtala (* 1952), finnischer Ringer
- Pentti Kustaa Nikula (* 1939), finnischer Leichtathlet